# 娜仁
娜仁（1950年12月—），女，蒙古族，内蒙古库伦旗人，中华人民共和国政治人物，曾任内蒙古自治区政协副主席。